# Der Tagesanbruch
Der Tagesanbruch, ein Verkünder der Gegenwart Christi ist eine Zeitschrift der Tagesanbruch Bibelstudien-Vereinigung (englisch: Dawn Bible Students Association), des deutschsprachigen Zweigbüros der Ernsten Bibelforscher für Deutschland, Österreich und der Schweiz, die zweimonatlich erscheint.

## Auflage
Die erste Ausgabe in englischer Sprache erschien 1931. Die Zeitschrift erreicht in Amerika eine Auflagenhöhe von 200.000 Exemplaren, in Frankreich 10.00 Exemplaren je Ausgabe. Die deutsche Ausgabe erreicht nur eine Höhe von 5.000 Exemplaren.
Des Weiteren erscheint die Zeitschrift auch in Französisch, Italienisch, Polnisch, Rumänisch und Spanisch.
Die Zeitschrift umfasst jeweils 60 Seiten und erschien auch in verschiedenen Sprachen auf Audiokassette.

## Chronologie
1931 Erstausgabe The Dawn and Herald of Christ's Presence (englische Ausgabe)

1950 Erstausgabe Die Morgendämmerung ein Verkündiger der Gegenwart Christi auf Deutsch

1952 Geändert auf Der Tagesanbruch ein Verkünder der Gegenwart Christi

## Inhaltliche Ausrichtung
Die Inhalte der Zeitschrift umfassen Artikel über christliches Leben, Prophetie, Bibelstudium, Bibelauslegung und Mitteilungen, welche die Gemeinden betreffen.